# Thomas de Thier
Thomas de Thier est un réalisateur belge né en 1966.
Il est le réalisateur de Des plumes dans la tête, un film qui raconte une difficile perte de l'enfance, tout en dressant un portrait doux-amer de son pays : « Cela transmet peut-être une certaine tristesse de la Belgique, un pays lourd. » Le scénario du film a été parrainé par François Dupeyron dans le cadre des ateliers de scénario Emergence.
Auparavant, Thierry De Thier avait réalisé plusieurs courts métrages et documentaires.

## Filmographie
- 1990 : Je suis votre voisin (court-métrage)
- 1991 : Je t'aime comme un fou (court-métrage)
- 1994 : Caisse Express (court-métrage)
- 1998 : Les Gens pressés sont déjà morts
- 2001 : Échographie
- 2003 : Des plumes dans la tête
- 2013 : Le Goût des myrtilles